# 南原四郎
南原 四郎（なんばら しろう、1946年 - ）は、日本の編集者、写真家。本名は潮田 文（うしおだ ぶん）。
元『月刊OUT』編集長。のち、自ら、南原企画を立ち上げ、先鋭文化を愛好する女性読者を主な対象とした『アラン』『月光』『月ノ光』『牧歌メロン』『ラッキーホラーショー』などのカルト雑誌群を編集・刊行。編集以外にも、写真を専門としたギャラリー経営などを行う。
写真家の潮田登久子は姉。漫画家のしまおまほは姪にあたる。

## 著書
- デカダンチックなスーパーマンのねじまがった奇妙な世界 南原企画 1992/10
- 歌謡界銘々伝 パロル舎 1994/3